# دوکات دو سیسیل
دوکات دو سیسیل (به انگلیسی: Two Sicilies ducat) (به ایتالیایی: Due ducati siciliani) یکای پول رایج در پادشاهی دو سیسیل بود. مسئولیت کنترل این یکای پول برعهدهٔ بانک مرکزی ایتالیا قرار دارد.